# Рацлавиці-Малі
Рацлавиці-Малі (пол. Racławice Małe) — село в Польщі, у гміні Журавіна Вроцлавського повіту Нижньосілезького воєводства.
Населення — 47 осіб (2011).
У 1975-1998 роках село належало до Вроцлавського воєводства.

## Демографія
Демографічна структура станом на 31 березня 2011 року:
|          | Загалом | Допрацездатний вік | Працездатний вік | Постпрацездатний вік |
| -------- | ------- | ------------------ | ---------------- | -------------------- |
| Чоловіки | 26      | 3                  | 21               | 2                    |
| Жінки    | 21      | 3                  | 15               | 3                    |
| Разом    | 47      | 6                  | 36               | 5                    |